# Кафська єпархія

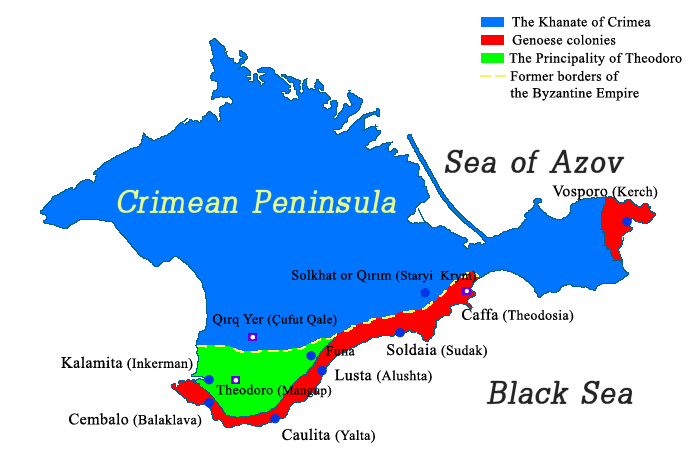
Генуезькі володіння (червоного кольору) «Газарія» в Криму в XV ст.

Єпархія Кафа (лат. Dioecesis Caffena) — закрита кафедра Константинопольського патріархату та титульна кафедра Католицької церкви.

## Історія
Кафа, давньогрецька колонія Теодосія, що відповідає місту Феодосії в Криму, є стародавнім єпископством римської провінції Зехія. Походження цього грецького осідку невідоме, і, схоже, воно не з'являється в жодній Notitia Episcopatuum. За Ле Квін, Кафа була б резиденцією кримських готів, серед єпископів яких згадується святий Іоанн Готський.
У першій половині XIV століття Кафа стала генуезькою колонією і важливим торговим центром Республіки. На початку 1318 р. Папа Іван XXII заснував єпархію латинського обряду, суфраган Генуезької архієпархії. Довідка про призначення першого єпископа, Ad universalis ecclesiae, датована у виданні Ватдінг 26 лютого 1320 року; Ймовірно, це одрук чи неправильне прочитання оригінального рукопису: насправді Джероламо вже згадується як єпископ Кафи в іншій довыдцы того ж папи від 18 березня 1318 року.
Відповідно до вказівок, наведених у Ad universalis ecclesiae, єпархія включала величезну територію: «від міста Варна в Болгарії аж до Сараю включно в довжину і від Чорного мря аж до землі русинів в шир». Згодом інші генуезькі колонії в Криму були єпархіями: Боспоро, Чембало, Солдая. Кафедральним собором єпархії була церква Сант-Аньєзе.
Першим єпископом був фра Джироламо, який вже був висвячений на єпископа-місіонера «ad partes Tartarorum» у 1311 році. У 1475 році місто було захоплено османами, а єпархія була закрита.
З 1933 року Кафа входить до числа титульних єпископських престолів Католицької Церкви; місце було вакантним з 10 березня 1978 року.

## Хронотаксис

### Латинські єпископи
- Ієронім, OFM † (помер до 18 березня 1318 — після 1 квітня 1324)
- Маттео, OP † (1324 — ? померла)
- Таддео, О.П ? † (11 березня 1334 р. — ? померла)
- Конрад, OFM † (29 січня 1358 р. — ? помер)
- Джовані, OP † (9 березня 1377 р. — ? помер)
- Франческо ді Гроппо, О.Карм. † (21 липня 1382 р. — ?)
- Алессандро, OFM † (3 вересня 1387 р. — ? помер)
- Бартоломео Вентура, OP † (27 лютого 1391 — 29 січня 1398 призначений єпископом Сугде)
- Джованні ді Сауло, OFM † (29 січня 1398 — 3 серпня 1403 призначений єпископом Мондові)
- Сімоне † (8 серпня 1401 р. — ?)
- Джеромо † (бл.1404)
- Гоффредо Сігалла, OFM † (23 грудня 1417 р. — ? звільнився)
- Джакомо Кампора (або Канфора), OP † (23 січня 1441 р. — ? помер)[3]
- Джеромо, OP † (12 вересня 1459 р. — ?)
- Пахоміо † (17 лютого 1469 р. — ?)
- Джованні Мартіні † (22 червня 1472 р. — ?)

### Титулярні єпископи
- Юліан †
- Джакомо Меховський, O.Cist. † (12 листопада 1512 р. — ? помер)
- Стефано Касмузіан, OP † (17 квітня 1532 р. — ? помер)
- Станіслав Фаленцький, O.Cist. † (помер 9 січня 1562–1581)
- Франсіско де Карвахаль і Луна † (13 травня 1686 — помер до 14 червня 1690)
- Джозеф Августин Гагендоренс, CP † (23 березня 1947 — 10 листопада 1959 призначений єпископом Чумбе)
- Євсевіус Джон Кроуфорд, OP † (1 березня 1960 — 15 листопада 1966 призначений єпископом Гізо)
- Єфрем василь Кривий, ЧСВВ † (29 листопада 1971 — 10 березня 1978 наступив єпарх св. Івана Хрестителя українців з Куритиби).